# تاپیو راوتاوارا
تاپیو راوتاوارا (انگلیسی: Tapio Rautavaara; ۸ مارس ۱۹۱۵ – ۲۵ سپتامبر ۱۹۷۹) پرتاب‌گر نیزه، کمان‌دار، بازیگر و خواننده اهل فنلاند بود.
وی در مسابقات بین‌المللی در مجموع برندهٔ ۲ مدال طلا، ۱ مدال نقره و ۱ مدال برنز شده‌است.